# Barrio Francés de Nueva Orleans
El Barrio Francés (en inglés: French Quarter; también conocido como Vieux Carré), es el más antiguo de la ciudad de Nueva Orleans, Estados Unidos. 
Después de que en 1718 Jean-Baptiste Le Moyne de Bienville fundara Nueva Orleans (La Nouvelle-Orléans en francés), la ciudad creció alrededor de la Vieux Carré ("Antigua Plaza" en francés), una plaza céntrica. Actualmente, el barrio se denomina habitualmente Barrio Francés o simplemente "El Barrio," debido a la inmigración americana tras la compra de la Luisiana. La mayor parte de los edificios históricos existentes se construyeron a finales del siglo XVIII, durante el período de dominio español de la ciudad, o en la primera mitad del siglo XIX, tras su anexión por los Estados Unidos y constitución como Estado.
El barrio en su conjunto ha sido designado Hito Histórico Nacional, con numerosos edificios que se consideran significativos por separado. Es el destino turístico principal de la ciudad. Debido a su distancia de las zonas donde se rompió el dique durante el Huracán Katrina en 2005 así como a la fuerza y altura de los diques del Río Misisipi más cercanos en comparación con otras en los canales y el lago, sufrió relativamente pocos daños de la inundación si se compara con otras zonas de la ciudad y sus alrededores.

## Geografía
El Barrio Francés está situado en las coordenadas 29°57′31″N 90°03′54″O / 29.95861, -90.06500 y tiene una altitud de 1 m s. n. m. Según la Oficina del Censo de los Estados Unidos, el barrio tiene una superficie total de 1,71 km², de los cuales 1,27 km² son terreno y 0,44 km² (25,76%) es agua.

### Límites
La definición más común del Barrio Francés incluye todo el terreno que se extiende a lo largo del río Misisipi desde Canal Street hasta Esplanade Avenue (trece manzanas) y tierra adentro hasta North Rampart Street (entre siete y nueve manzanas). En total tiene una superficie de 78 manzanas. Algunas definiciones, como las de las leyes de zonificación de la ciudad, excluyen los edificios que dan hacia Canal Street, que fue reconstruida cuando aún no había conservación arquitectónica, y la sección entre Decatur Street y el río, gran parte de la cual había albergado desde mucho tiempo industrias y almacenes.
Cualquier modificación en las estructuras del resto de manzanas está sujeta a revisión por la Comisión de la Vieux Carré, que determina si la propuesta es apropiada para el carácter histórico del barrio. Sus límites, según los define la Comisión de Urbanismo de la Ciudad, son: Esplanade Avenue por el nordeste, el río Misisipi por el sureste, Canal Street, Decatur Street e Iberville Street por el suroeste y Basin Street, St. Louis Street y North Rampart Street por el noroeste.
La zona declarada Hito Histórico Nacional tiene 85 manzanas. El Barrio Francés es un subdistrito de la zona Barrio Francés/CBD.

### Barrios limítrofes
- Faubourg Marigny (este)
- Río Misisipi (sur)
- Distrito Financiero o Central Business District (oeste)
- Iberville (norte)
- Tremé (norte)

## Demografía
Según el censo de 2000, había 4176 habitantes, 2908 hogares, y 509 familias en el barrio. La densidad de población era de 3212 hab./km².
Según el censo de 2010, había 3813 personas, 2635 hogares, y 549 familias en el barrio.

## Historia
Muchos de los edificios datan de antes de 1803, año en el que los Estados Unidos compraron Luisiana, aunque se añadieron algunos edificios en el siglo XIX y principios del siglo XX. Desde la década de 1920, los edificios históricos del barrio están protegidos por ley y no pueden ser demolidos. Cualquier renovación o nueva construcción en el barrio debe realizarse de acuerdo con las regulaciones de la ciudad para preservar el estilo histórico de la arquitectura.
Una gran parte de la arquitectura del Barrio Francés se construyó durante finales del siglo XVIII y el período de dominación española de la ciudad. El Gran Incendio de Nueva Orleans de 1788 y otro incendio en 1794 destruyeron la mayor parte de la antigua arquitectura colonial francesa del barrio, permitiendo a los nuevos señores españoles reconstruirlo según estilos más modernos. Sus nuevas regulaciones contra incendios obligaban que todas las estructuras fueran físicamente adyacentes y cerca de la acera para crear un cortafuegos. La excepción a esta regla, The Cornstalk Hotel, también catalogado en el Registro Nacional de Lugares Históricos, se conserva en la actualidad en el 915 Royal Street y se considera el mejor hotel boutique de Nueva Orleans. Los antiguos tejados puntiagudos franceses se sustituyeron con tejados planos, y se prohibió el revestimiento de madera en favor del estuco, resistente al fuego y pintado en los tonos pasteles de moda en la época. Como resultado, abundan paredes y techos coloridos y balcones y galerías de herrería decoradas elaboradamente, de finales del siglo XVIII y principios del XIX. (En el sudeste de Luisiana, se distingue entre balconies o balcones, que son autoportantes y están pegados al lado del edificio, y galleries o galerías, que son sostenidos por pilares o columnas que se apoyan en el terreno.)
Tras la compra de la Luisiana, empezaron a trasladarse a la ciudad americanos anglófonos, que construyeron principalmente en terrenos disponibles río arriba, a lo largo de la actual Canal Street. Esta arteria se convirtió en el lugar de encuentro de dos culturas, la criolla francófona y la anglófona americana. (Los terratenientes locales conservaron al arquitecto y topógrafo Barthelemy Lafon para subdividir sus propiedades para crear un suburbio americano). La mediana de este ancho bulevar se convirtió en el lugar en el que se encontraban y hacían negocios las dos culturas conflictivas en francés e inglés. Como tal, se hizo conocida como el "terreno neutral", y este nombre se usa para designar las medianas en la zona de Nueva Orleans.
Incluso antes de la Guerra Civil, los criollos francófonos ya eran una minoría en el Barrio Francés. A finales del siglo XIX, el barrio pasó a ser una parte menos elegante de la ciudad, y aquí se instalaron muchos inmigrantes del Sur de Italia y de Irlanda. En 1905, el cónsul italiano estimó que entre un tercio y la mitad de la población del barrio habían nacido en Italia o eran italo-americanos de segunda generación. Los inmigrantes irlandeses se instalaron principalmente en la zona de Esplanade, que se llamó el Irish Channel ("Canal Irlandés").

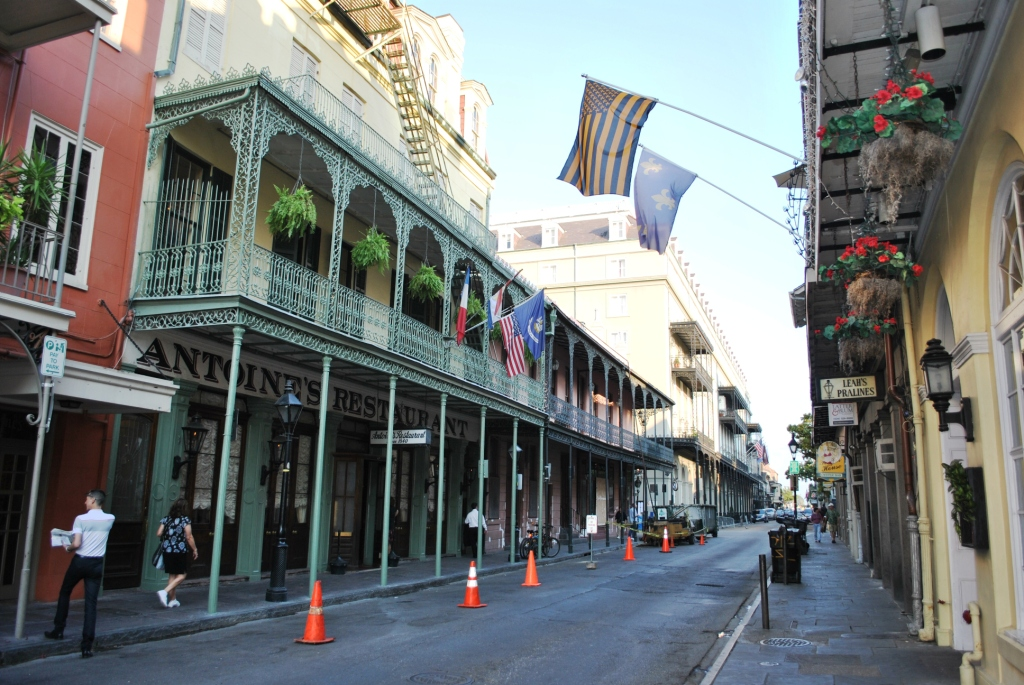
Los balcones y ventanas son un ejemplo de la arquitectura colonial española de finales del siglo XVIII, construidos tras los incendios de 1788 y 1794.

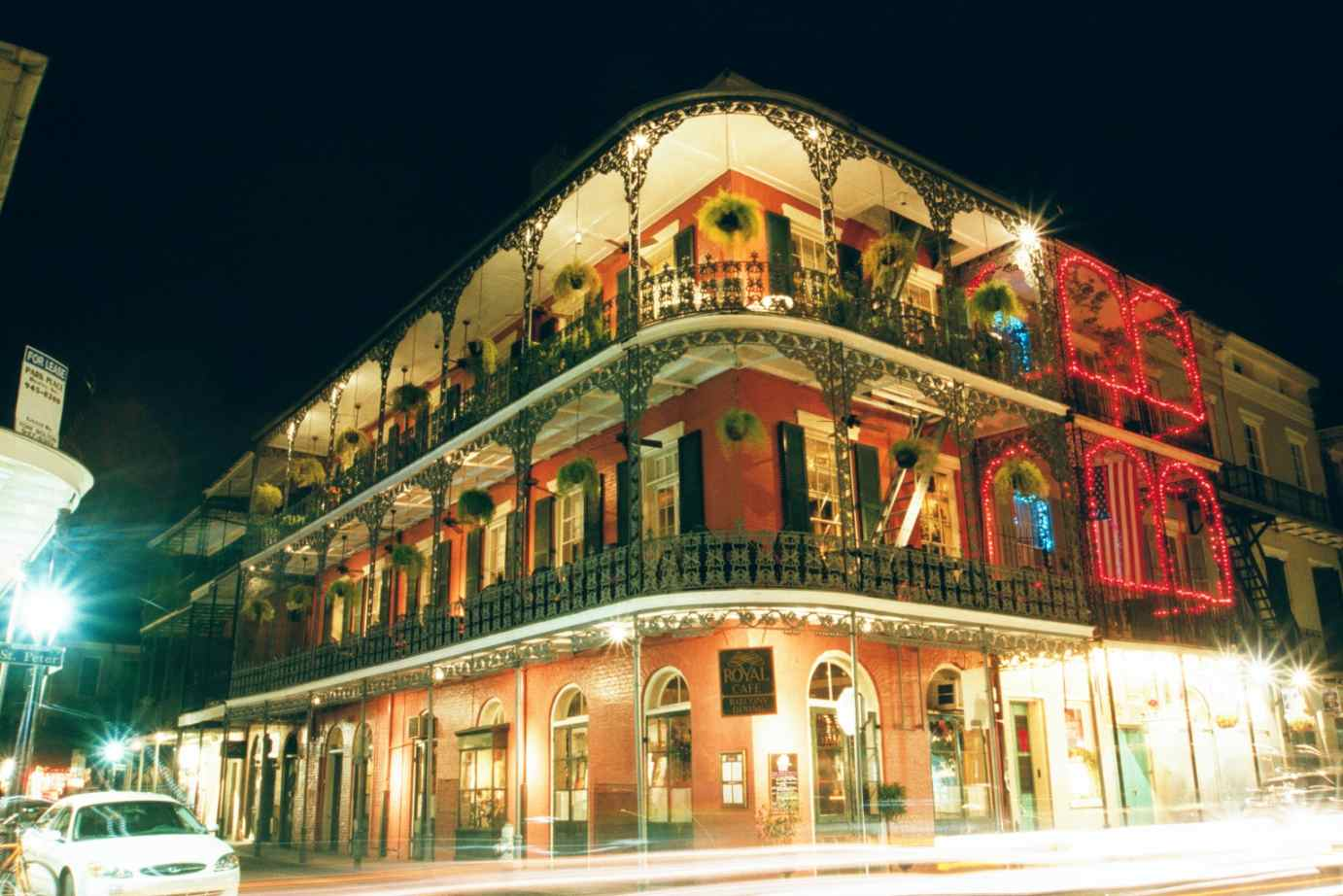
Elaboradas galerías de herrería en la esquina de Royal Street con St. Peter Street.

En 1917, la clausura de Storyville desplazó buena parte del vicio concentrado anteriormente allí al Barrio Francés, lo que "para la mayoría de las familias criollas francesas que quedaban fue la gota que colmó el vaso, y empezaron a trasladarse al norte." Esto, combinado con la pérdida de la Ópera Francesa dos años después, supuso el final de la época de la cultura criolla francesa en el barrio. Muchos criollos franceses se trasladaron a la zona de la Universidad.
A principios del siglo XX, las bajas rentas del barrio y su aire de decadencia atrajeron a la comunidad artística bohemia, tendencia que se hizo muy marcada en la década de 1920. Muchos de estos nuevos habitantes fueron activos en los primeros esfuerzos de conservación del barrio, que empezaron en esa época. Como resultado, en 1925 se creó la Comisión del Vieux Carré o Vieux Carré Commission en inglés (VCC). Aunque inicialmente era solo un órgano consultivo, un referéndum de 1936 para modificar la constitución de Luisiana le concedió capacidad normativa. Empezó a ejercer más influencia para conservar y proteger el barrio en la década de 1940.
Mientras tanto, la Segunda Guerra Mundial atrajo a miles de soldados y personal militar a Nueva Orleans así como a las bases y astilleros militares de los alrededores. Muchos de estos forasteros visitaban el Vieux Carré. Aunque la vida nocturna y el vicio había empezado a juntarse en Bourbon Street en las dos décadas posteriores a la clausura de Storyville, la guerra provocó una presencia mayor y más permanente de ocio exótico y en ocasiones escandaloso en lo que se convirtió en la zona de salir más famosa de la ciudad. Tras años de repetidas ofensivas contra el vicio en los clubs de Bourbon Street, que adquirió nueva urgencia bajo el alcalde deLesseps Story Morrison, alcanzaron un punto culminante con las redadas del fiscal del distrito Jim Garrison en 1962, pero los clubs de Bourbon Street volvieron pronto a funcionar.
En los años sesenta, el proyecto de construir una autopista elevada a lo largo del río entre el dique del río Misisipi y el Barrio Francés consumió la atención de los conservacionistas de Vieux Carré. El 21 de diciembre de 1965 el Distrito Histórico del Vieux Carré (Vieux Carre Historic District) se designó Hito Histórico Nacional. Tras librar una batalla durante una década contra la Vieux Carré Riverfront Expressway utilizando la recientemente aprobada Ley  Nacional para la Conservación Histórica de 1966, los conservacionistas y sus aliados llevaron el caso al tribunal federal, consiguiendo la cancelación del proyecto en 1969.
Esta victoria fue importante para la conservación del Barrio Francés, pero no era el único desafío. Durante los años sesenta, abrieron muchos hoteles nuevos en la zona, a menudo sustituyendo grandes secciones del barrio. La VCC aprobaba estas estructuras siempre que sus diseñadores se adhirieran a los estilos exteriores predominantes en la zona. Los detractores de esta práctica, que temían que la introducción de muchos nuevos hoteles comprometiera el encanto de la Vieux Carré, presionaron con éxito para que se aprobara en 1969 una ordenanza municipal que prohibió la apertura de nuevos hoteles en los límites del barrio. Sin embargo, la ordenanza no consiguió detener la proliferación de residencias a tiempo compartido y bed and breakfast clandestinos en el Barrio Francés o grandes hoteles modernos justo fuera de sus límites. En los años ochenta, muchos residentes de larga duración fueron expulsados del barrio por el aumento drástico de los alquileres, debido a las esperanzas de ganancias debido a la cercana Exposición Internacional de 1984.
La mayor parte del barrio se desarrolló para el turismo, que es muy importante para la economía de la ciudad, pero el Barrio Francés aún contiene edificios residenciales, hoteles, pensiones, bares, restaurantes y tiendas orientadas a los turistas.

### Efectos del Huracán Katrina
Igual que otras zonas de la ciudad urbanizadas antes de finales del siglo XIX en terrenos más altos que los diques de Nueva Orleans, el Barrio Francés apenas se inundó tras el Huracán Katrina. Su altitud es de 1,5 metros sobre el nivel del mar. Algunas calles se inundaron ligeramente, y algunos edificios sufrieron daños significativos a causa del viento, pero casi todos los monumentos más importantes de la zona sufrieron solo daños menores. Además, el barrio escapó casi totalmente del saqueo y violencia que se produjo tras la tormenta; por ejemplo, casi todas las antiguas tiendas y galerías de arte del barrio estaban intactas.
El alcalde Ray Nagin reabrió el Barrio Francés el 26 de septiembre de 2005 (casi un mes después de la tormenta), para que los dueños inspeccionaran y limpiaran sus propiedades. En unas pocas semanas, casi todos los establecimientos del Barrio Francés habían reabierto. El primer edificio construido en el barrio tras el Huracán Katrina fue el Williams Research Center Annex del Historic New Orleans Collection.

## Monumentos y atracciones

### Jackson Square

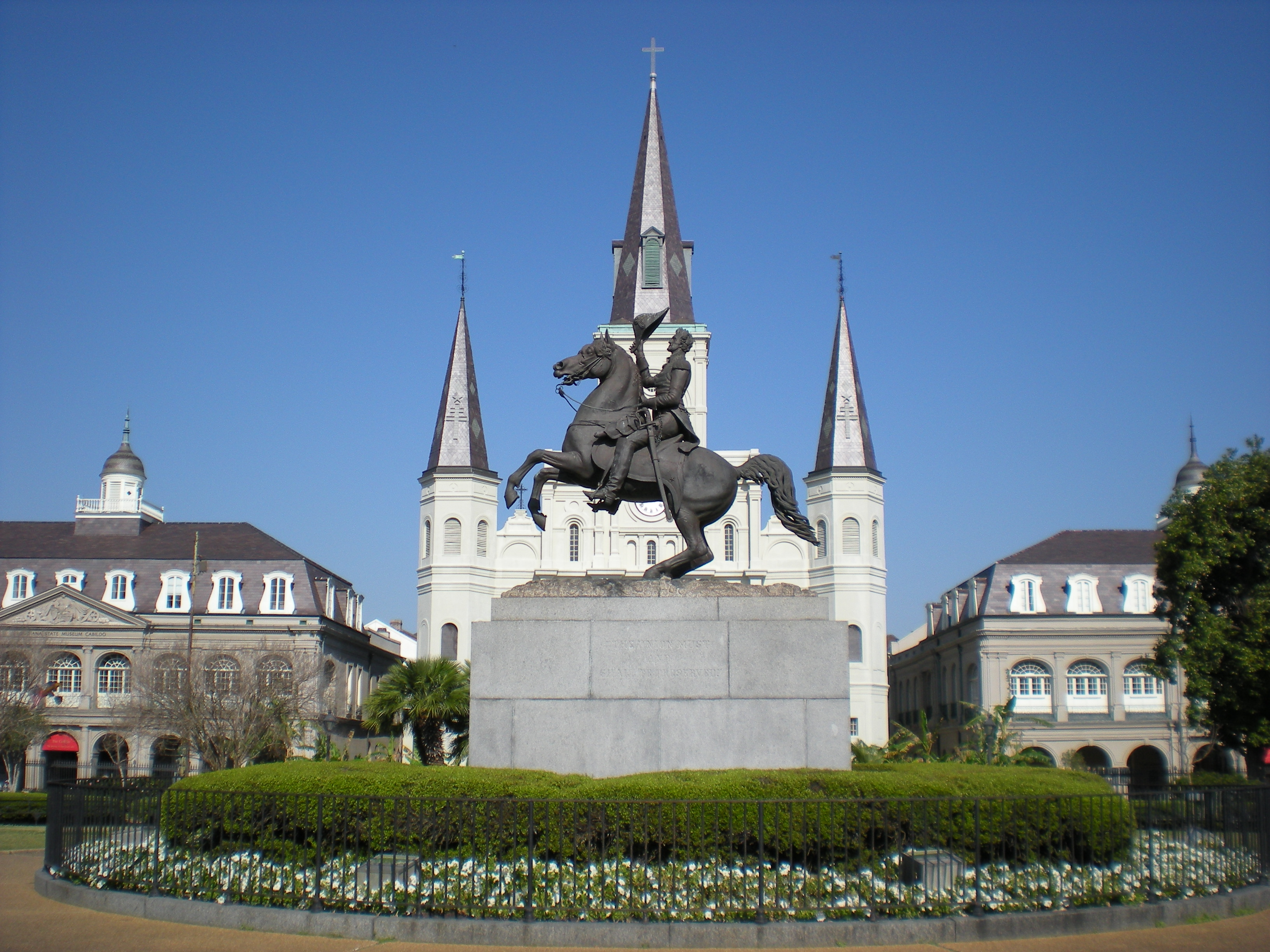
La estatua ecuestre de Jackson y la Catedral de San Luis, flanqueadas por the Cabildo y the Presbytere.

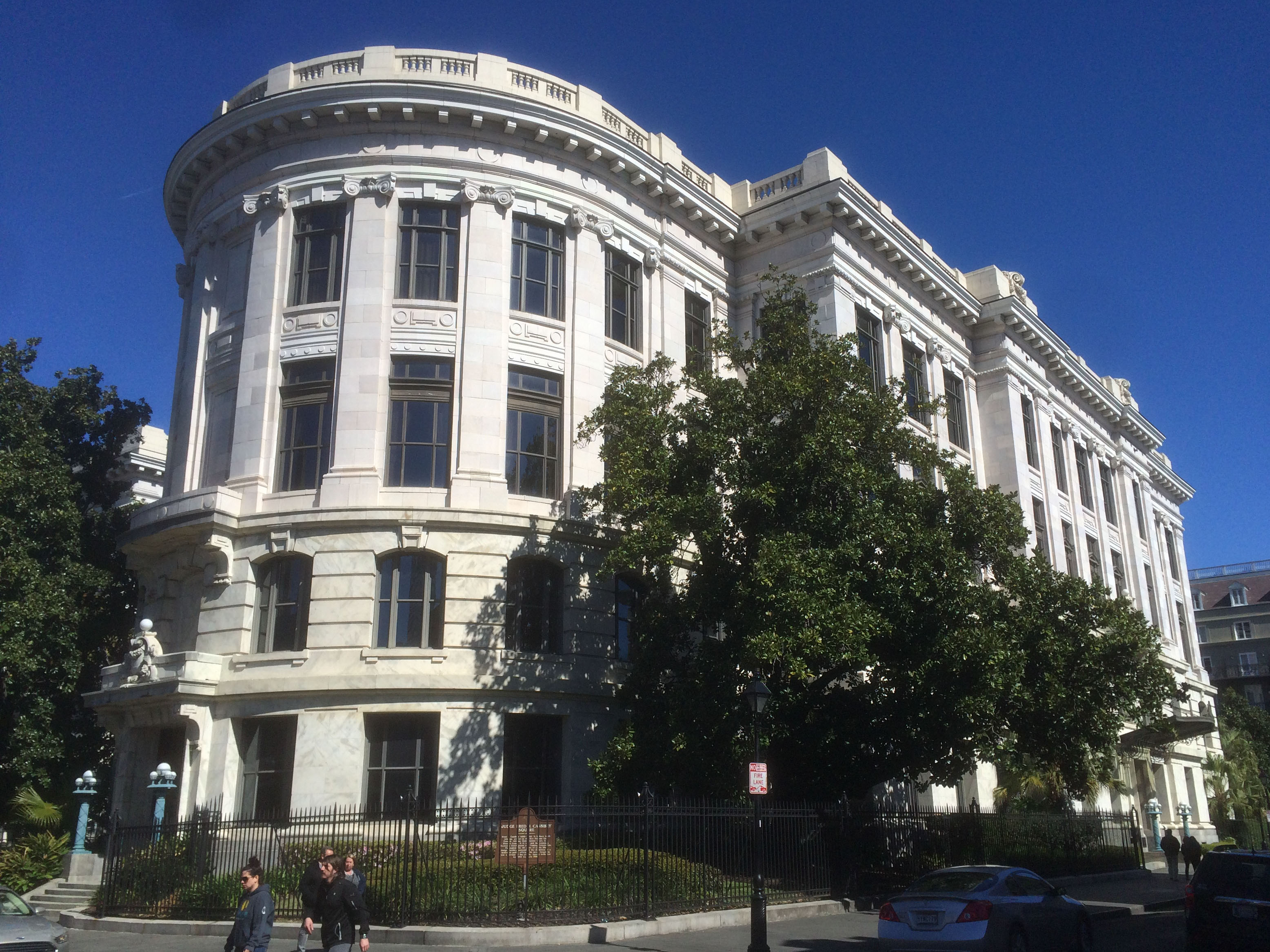
El Tribunal Supremo de Luisiana.

La Jackson Square (en español, Plaza Jackson, antiguamente Place d'Armes o Plaza de Armas, en francés y español, respectivamente), diseñada originalmente por el arquitecto y paisajista Louis H. Pilié, es un parque público con el tamaño de una manzana, situado frente al Barrio Francés. A mediados del siglo XIX, la plaza se dedicó al Presidente Andrew Jackson (antiguo General, que participó en la Batalla de Nueva Orleans).
En 1856, los dirigentes de la ciudad compraron una estatua ecuestre de Jackson al escultor Clark Mills. La estatua se colocó en el centro de la plaza, que se transformó en un parque. Antes se realizaban aquí desfiles militares y algunas ejecuciones públicas. A veces, los delincuentes condenados eran ahorcados en la plaza. Tras la insurrección de esclavos de 1811 durante el Territorio de Orleans, algunos insurgentes fueron sentenciados a muerte aquí en Parroquia de Orleans bajo un sistema judicial que aún no se había convertido a los ideales americanos, y aquí se expusieron sus cabezas.
Originalmente, la plaza tenía vistas del río Misisipi al otro lado de Decatur Street; sin embargo, esta vista se bloqueó en el siglo XIX cuando se construyeron diques más grandes a lo largo del río. La orilla del río se dedicó durante mucho tiempo a actividades portuarias. La administración del alcalde Moon Landrieu construyó un paseo al otro lado de Jackson Square; se lo conoce como Moon Walk en su honor. A finales de los años ochenta, se demolieron los antiguos muelles y almacenes para crear Woldenberg Park, extendiendo el paseo de la orilla del río hasta Canal Street.
En el lado de la plaza opuesto al río hay tres edificios históricos del siglo XVIII, que fueron el corazón de la ciudad en la época colonial. El del centro es la catedral de san Luis. Esta catedral fue designada basílica menor por el Papa Pablo VI. A su izquierda está the Cabildo, antiguo ayuntamiento, actualmente museo, donde se firmó la compra de la Luisiana. A la derecha de la catedral está the Presbytère, construido con el mismo diseño que el Cabildo. El Presbytère, construido originalmente para albergar a las autoridades y sacerdotes católicos de la ciudad, se transformó en un juzgado a principios del siglo XIX, tras la compra de la Luisiana, cuando el gobierno civil se puso por encima de la autoridad eclesiástica. En el siglo XX se transformó en un museo.
A cada lado de la plaza están los Pontalba Buildings, edificios iguales de ladrillo rojo construidos entre 1849 y 1851 que tienen cuatro plantas y ocupan una manzana. Las plantas bajas de estos edificios contienen tiendas y restaurantes; las plantas superiores son apartamentos. Los edificios se construyeron originalmente como casas adosadas; en los años treinta se convirtieron en apartamentos de alquiler (durante la Gran Depresión).
Estos edificios fueron diseñados y construidos por Micaela Almonester, hija de Don Andrés Almonaster y Rojas, un destacado filántropo español en la Nueva Orleans criolla. Micaela Almonaster nació en Luisiana en 1795. Su padre murió tres años después, y se convirtió en la única heredera de su fortuna y sus propiedades en Nueva Orleans.
Al otro lado de Jackson Square está el edificio de Jax Brewery, la sede original de una cerveza local. Después de que la empresa dejara de funcionar de forma independiente, el edificio se convirtió en un centro comercial que contiene restaurantes y tiendas especializadas. En los últimos años, una parte del espacio comercial se ha convertido en condominios. Detrás de la Jax Brewery está el muelle de Toulouse Street, el muelle habitual para el barco de vapor Natchez.
Desde los años veinte hasta los ochenta, Jackson Square destacó por atraer a pintores y estudiantes de arte. En los años noventa, se unieron a los artistas los lectores del tarot, mimos, adivinos y otros artistas callejeros. La música callejera ha sido característica de todo el barrio, incluida la plaza, durante más de un siglo. También se han realizado conciertos formales, aunque con menos frecuencia.
En la esquina opuesta al Cabildo está el Café du Monde, abierto 24 horas al día excepto en el día de Navidad y durante huracanes. Este histórico café es famoso por el café au lait (literalmente café con leche), café mezclado con achicoria y beignets, hecho y servido aquí sin interrupción desde la época de la Guerra de Secesión (1862). Es una costumbre que todos los que lo visitan por primera vez soplen el azúcar glas de un beignet y formulen un deseo.

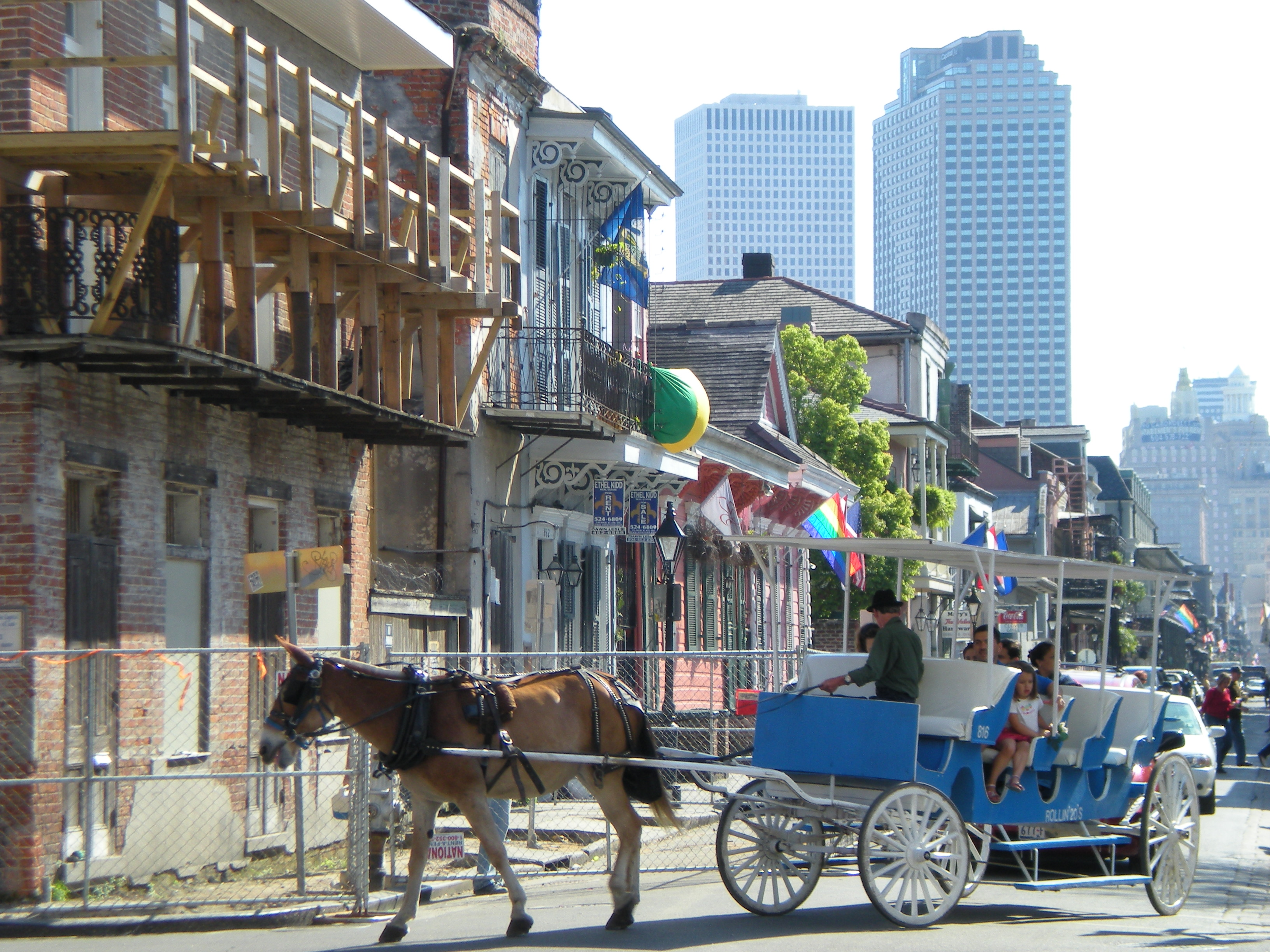
Un carruaje en el Barrio Francés.
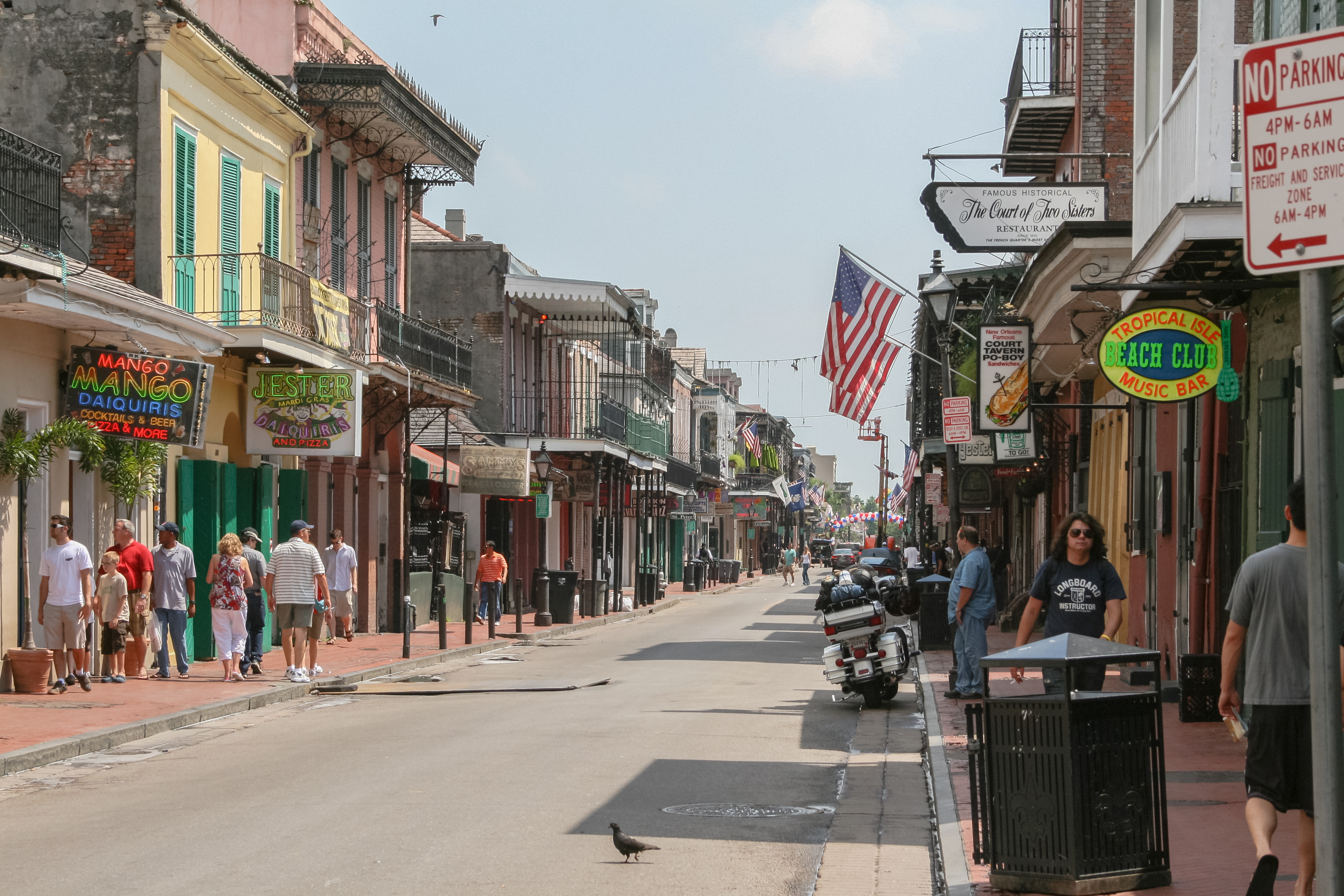
La Rue Bourbon, o Bourbon Street, llamada así en honor a la antigua dinastía real de Francia, los Borbones.
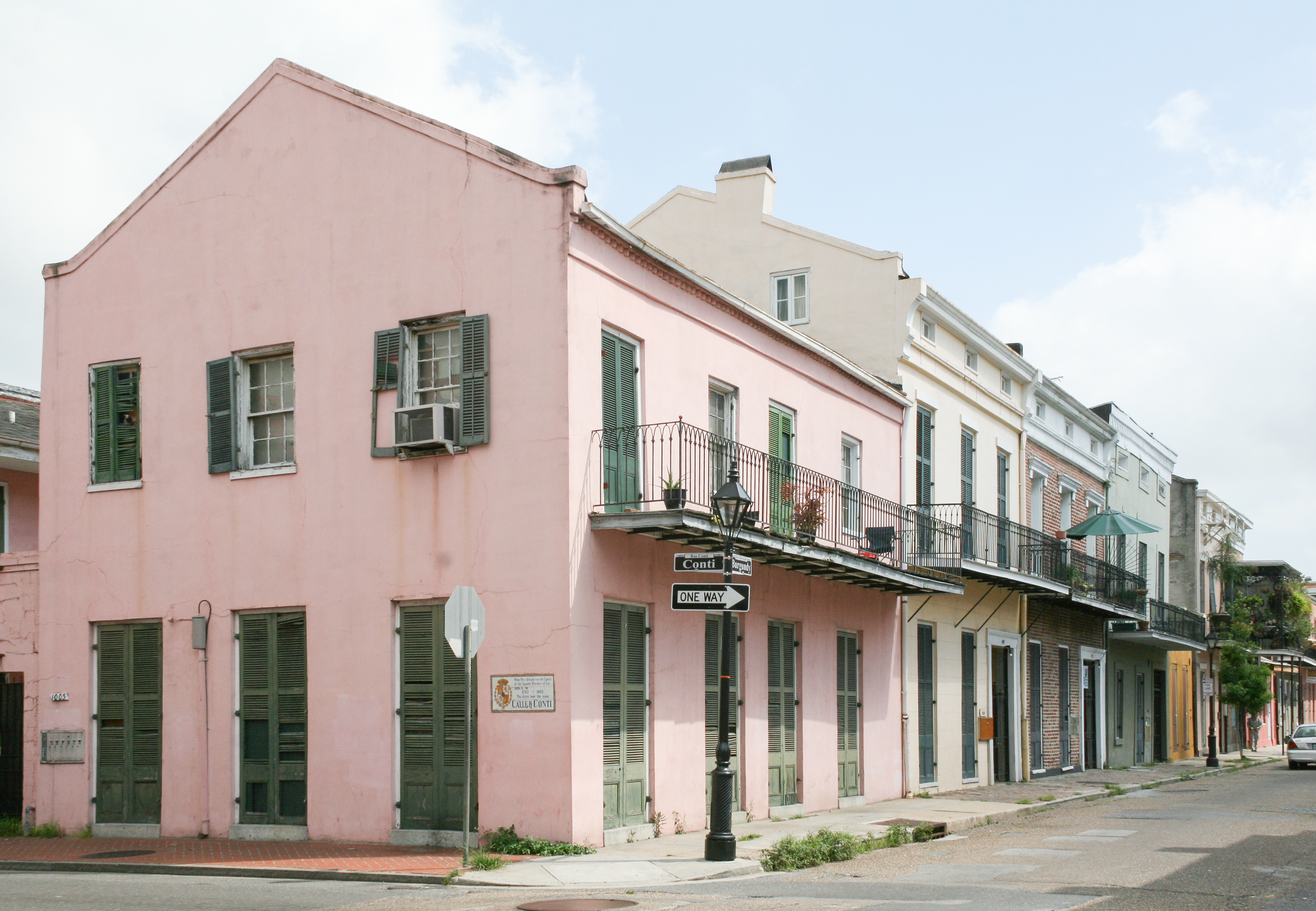
La Rue Burgundy.
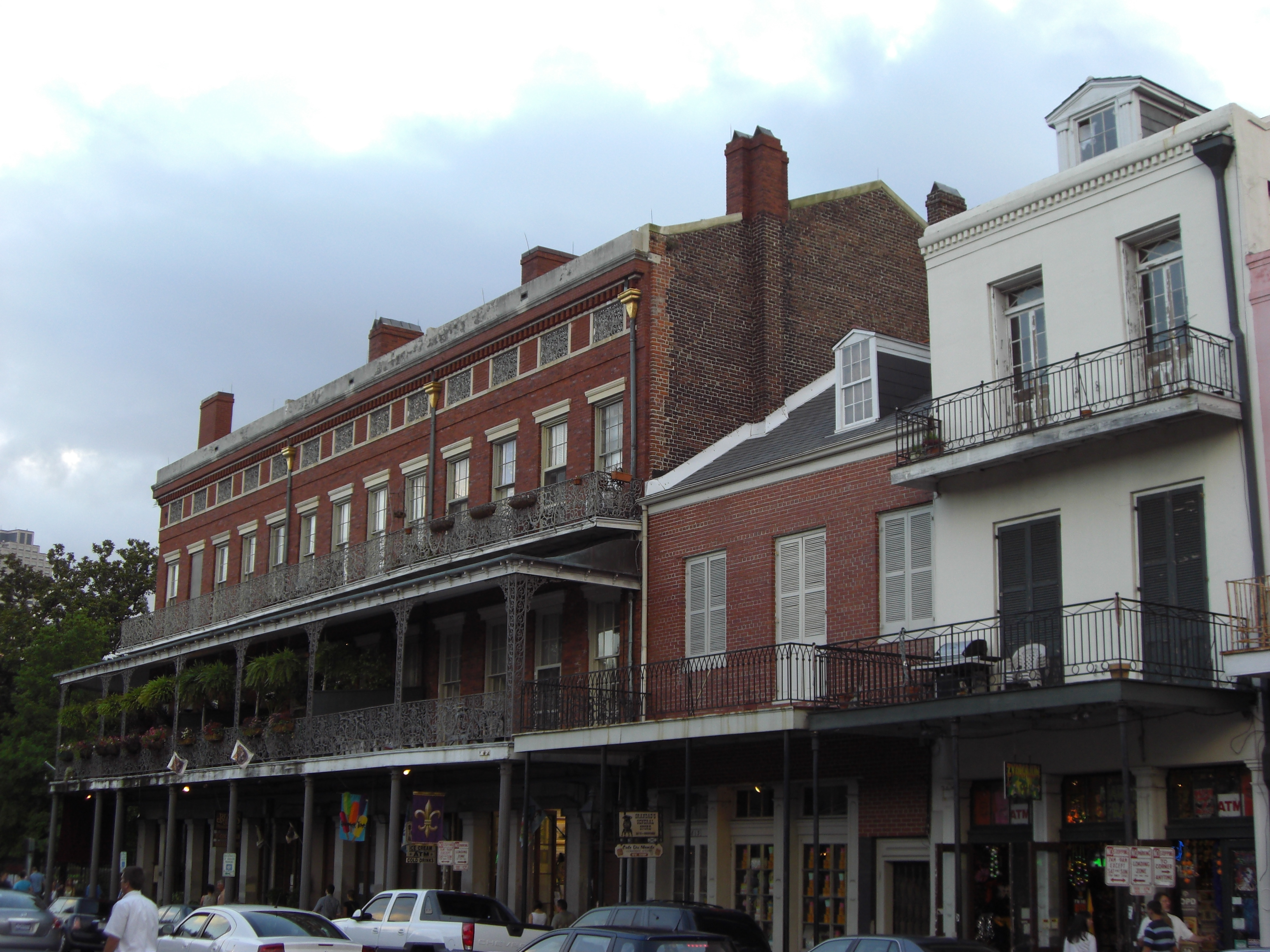
La Rue Decatur.
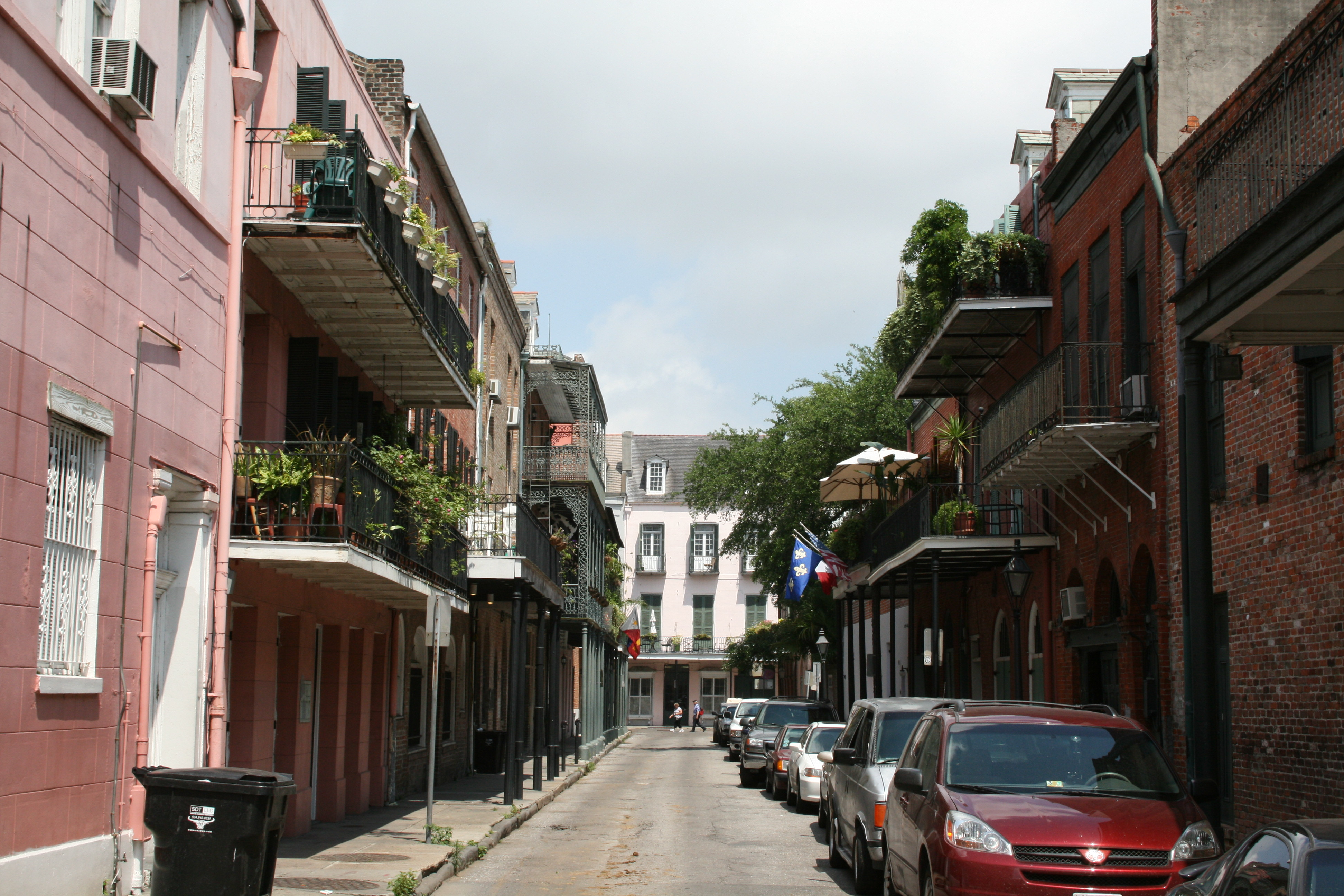
La Rue Madison.
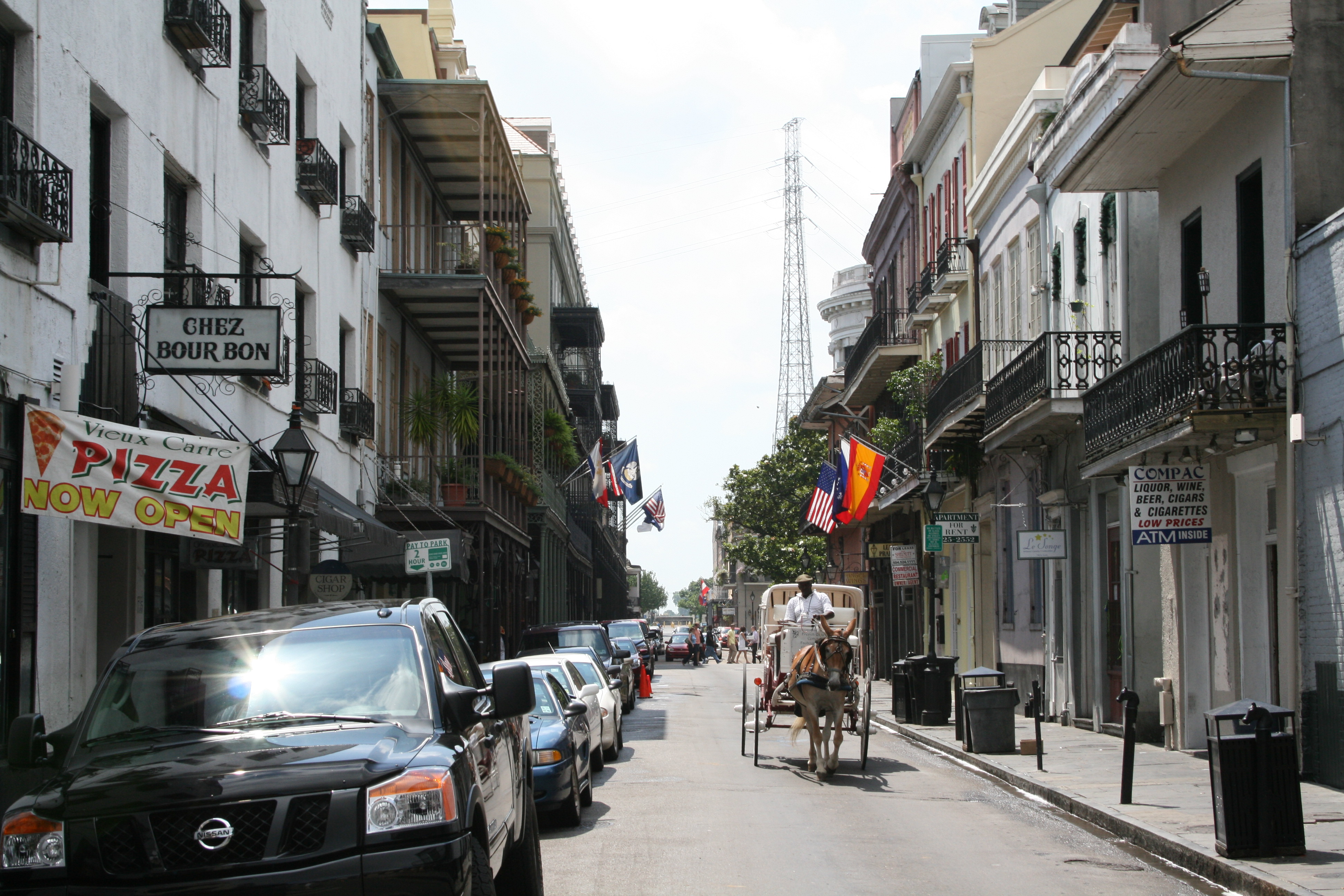
La Rue Saint Louis.
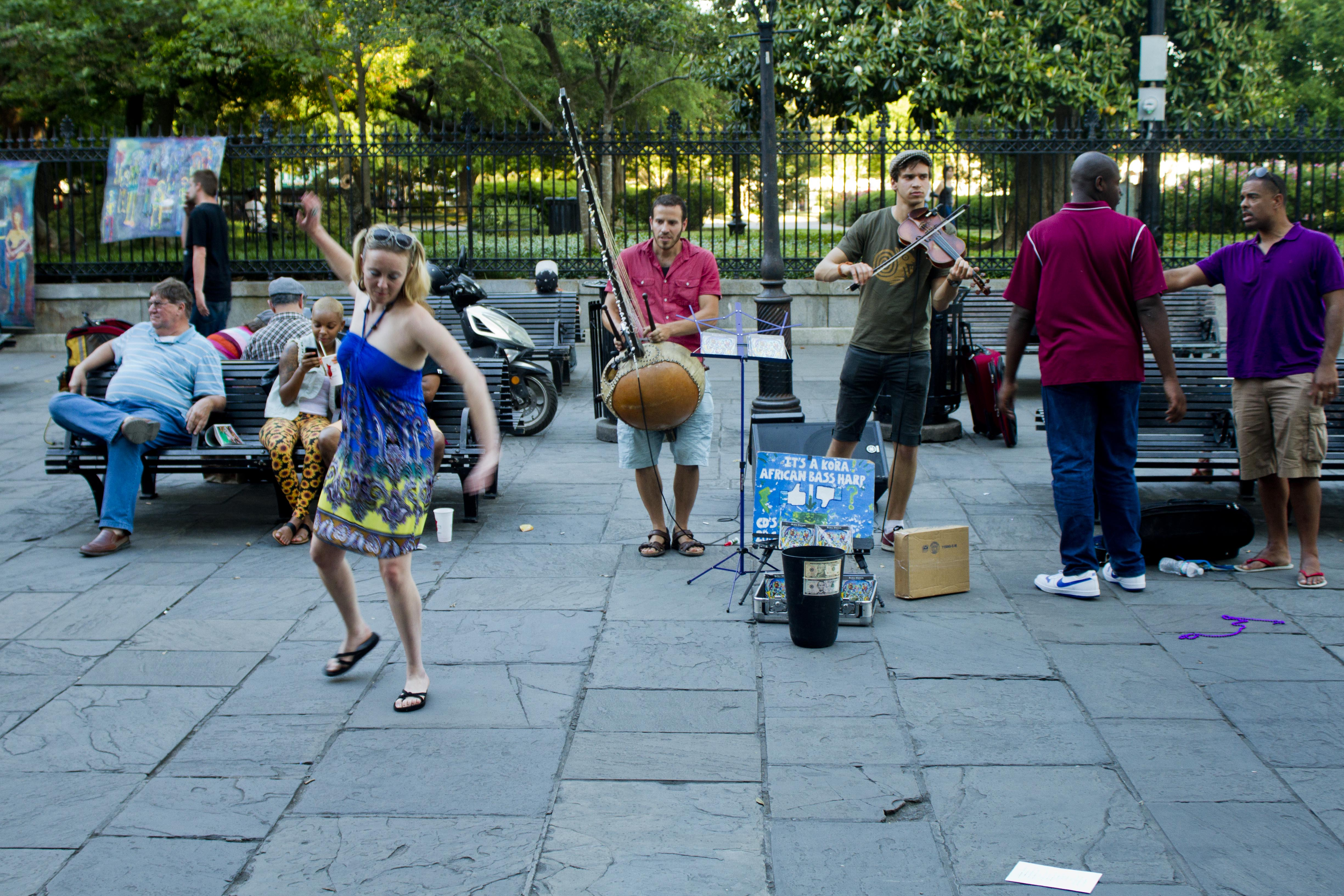
Músicos callejeros en el barrio.
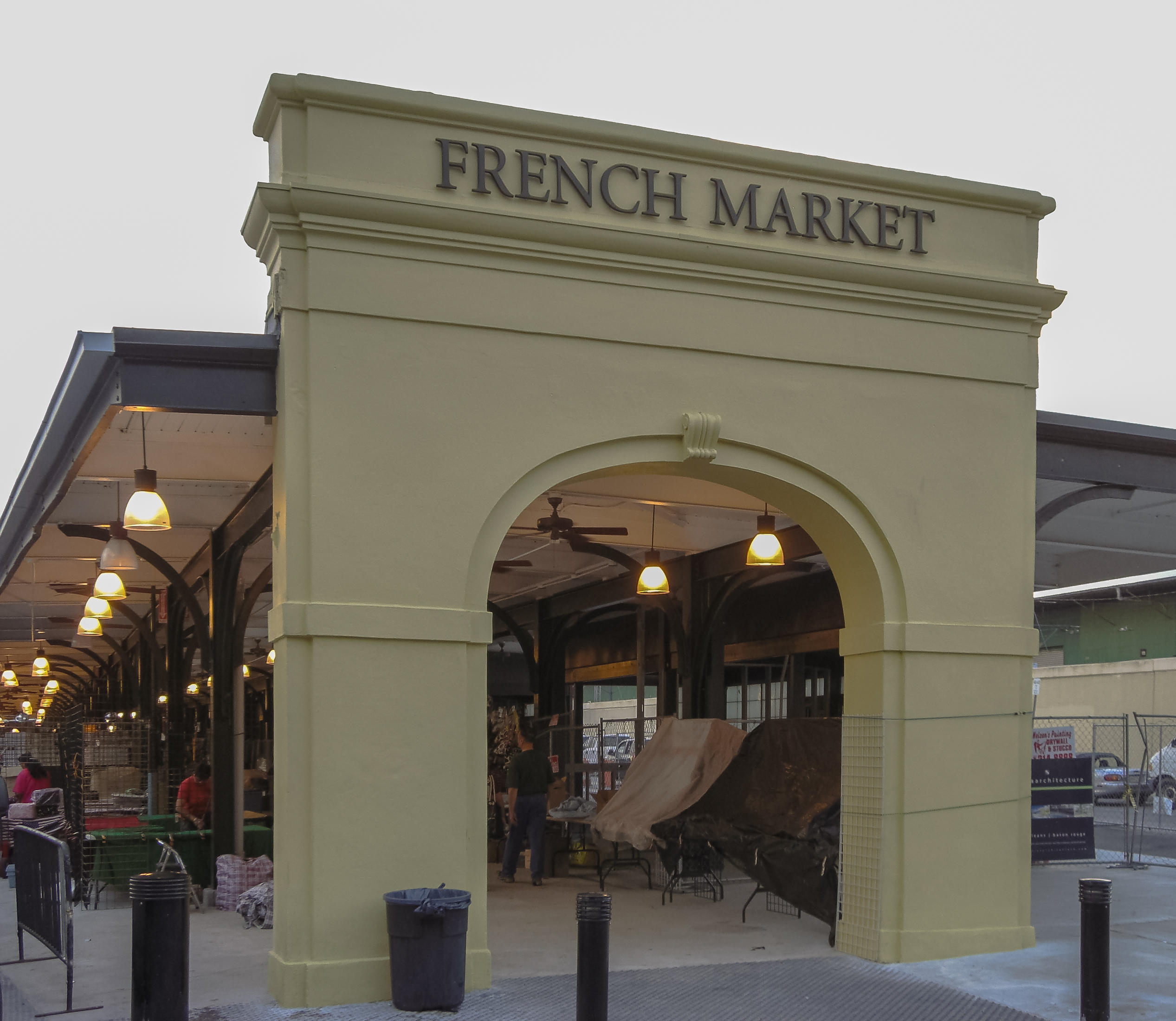
El mercado francés.

### Bourbon Street
La calle más conocida del Barrio Francés, Bourbon Street o Rue Bourbon, es célebre por sus establecimientos de bebida. La mayor parte de los bares frecuentados por los turistas son nuevos pero el Barrio también conserva algunos bares con historia interesante. La Old Absinthe House ha mantenido su nombre aunque la absenta (absinthe en inglés) ha sido ilegal en los Estados Unidos desde hace un siglo debido a sus cualidades tóxicas.
El Pat O'Brien's Bar es conocido por inventar el cóctel rojo, Huracán, y por tener el primer duelo de pianos. Está situado en el 718 de St. Peter Street.
Lafitte's Blacksmith Shop es una taberna situada en la esquina de Bourbon con la St. Philip Street. Construido antes de 1772, es uno de los edificios más antiguos de Nueva Orleans. Según la leyenda, el edificio fue antiguamente un establecimiento propiedad de los hermanos Lafitte, quizá como tapadera para sus operaciones de contrabando en Bahía de Barataria.
El bar y restaurante Napoleon House está en la antigua casa del alcalde Nicholas Girod. Se llamó así en honor a un plan no realizado para rescatar a Napoleón de su exilio en la Isla Santa Helena y llevarlo a Nueva Orleans.
El bar Johnny White's es el favorito de los moteros. En 2005 Johnny White's Hole in the Wall, junto con Molly's at the Market, atrajo la atención de los medios nacionales por ser los únicos negocios de la ciudad que estuvieron abiertos durante el paso del Huracán Katrina y las semanas posteriores a la tormenta.
Spirits on Bourbon apareció en la temporada tres de Bar Rescue. Se ha convertido en el más emblemático de Bourbon Street, con sus tazas con forma de cráneo y bebidas Resurrección.
El Bourbon Pub y Oz, ambos situados en la intersección de Bourbon y St. Ann Street, son los dos clubs gays más grandes de Nueva Orleans. El Café Lafitte in Exile, situado en la intersección de Bourbon y Dumaine, es el bar gay más antiguo de los Estados Unidos que ha funcionado sin interupción. Estos y otros establecimientos gays patrocinan el escandaloso Festival Southern Decadence el fin de semana del Día del Trabajo. Este festival se denomina a veces el Carnaval Gay de Nueva Orleans. St. Ann Street se llama a veces the Lavender Line ("la línea de lavanda") o the Velvet Line ("la línea de terciopelo") debido a que está en el borde de la zona gay del Barrio Francés. Aunque hay gays que viven por todo el Barrio Francés, esa porción al noreste de St. Ann Street se considera habitualmente el barrio gay.
Nueva Orleans y su Barrio Francés son uno de los pocos lugares de los Estados Unidos donde se permite la posesión y el consumo de alcohol en recipientes abiertos en la calle.

### Restaurantes
El barrio contiene muchos restaurantes, tanto formales como informales, visitados por visitantes y locales. Algunos son muy conocidos, como Antoine's y Tujague's, que han estado en funcionamiento desde el siglo XIX. También destacan Arnaud's, Galatoire's, Broussard's y Brennan's.
Algunos restautantes con menos historia, pero también conocidos, son los de los chefs Paul Prudhomme ("K-Paul's"), Emeril Lagasse ("NOLA") y John Besh. Port of Call, en Esplanade Avenue, lleva en funcionamiento más de treinta años, y es conocido por su popular bebida "monzón" (su respuesta al "huracán" del Pat O'Brien's Bar) así como por su comida.
The Gumbo Shop es otro restaurante tradicional del barrio, en el que es aceptable vestir informal. Para un almuerzo, Central Grocery en Decatur Street, cuna del original sándwich italiano llamado muffaletta.

### Hoteles
Los alojamientos en el Barrio Francés son muy variados: desde grandes hoteles de cadenas internacionales, a bed and breakfasts, pasando por condominios a tiempo compartido y pequeñas pensiones con solo una o dos habitaciones.
Los Audubon Cottages son una colección de siete lujosos cottages criollos, dos de los cuales fueron usados por John James Audubon a principios del siglo XIX, cuando trabajó en Nueva Orleans durante un corto período de tiempo.
El Hotel St. Pierre es un pequeño hotel que también se compone de casas históricas del Barrio Francés, con un patio.
El Barrio Francés es conocido por sus hoteles de estilo tradicional, como el Bourbon Orleans, el Hotel Monteleone, el Royal Sonesta, el Astor y el Omni Royal Orleans. Estos hoteles ofrecen buena ubicación, buenas vistas y un ambiente histórico.